# Польська торгова компанія
Польська торгова компанія (пол. Kompania Handlowa Polska, Kompania Handlu Czarnomorskiego, Kompania Czarnomorska, Kompania Chersońska) — польське акціонерне торговельне товариство, що існувало з 1783 по 1793 рік та контролювало торгівлю Першої польської республіки через чорноморські порти.
Товариство було засновано Антонієм Протазієм Потоцьким, його статут було підписано 18 березня 1783 року у Вінниці .

## Історія
Створення компанії було наслідком Першого поділу Польщі, після якого Річ Посполита втратила сухопутний зв'язок зі своїм головним портом Гданськом, а польські товари, що перевозилися Віслою, були обкладені величезним прусським загороджувальним митом на Фордонській та Квідзинській митницях. Як наслідок, польські купці та магнати були змушені шукати новий торговельний шлях новий шлях торгівлі з французькими та італійськими портами. Передусім це стосувалося сільськогосподарської продукції великих магнатських латифундій у південно-східних воєводствах Корони, прибутковість яких різко впала внаслідок збільшення митних зборів. Основним польським експортом у той час була сільськогосподарська продукція родючих земель Польської України.
Почалося дослідження можливості започаткування польської торгівлі через Чорне море. Враховувався той факт, що Річ Посполита з 1768 р. де-факто і де-юре була російським протекторатом, а після закінчення війни з Туреччиною в 1774 р., крім виходу до цього моря, Росія отримала ще й право вільного проходу суден через протоки Босфор і Дарданелли. Вартість 1 акції товариства була встановлена в розмірі 1000 червоних злотих, із застереженням, що один акціонер міг володіти максимум 10 акціями. Статут дозволяв іноземним акціонерам приєднатися до підприємства. Товариство користувалося підтримкою короля Станіслава-Августа Понятовського, який сам вів переговори про умови надання доступу до порту в Херсоні на Дніпрі з Катериною II, а також примаса Міхала Понятовського. У 1783 році цариця погодилася надати польській компанії доступ до новозбудованого у 1775 році порту, звідки можна було безперешкодно вести торгівлю з портами Західної Європи. Вже в 1782 році був виданий указ про безмитний провіз польських товарів. З 1783 року Комісія коронного казначейства утримувала в порту Херсона польського консула, в обов'язки якого входило надання правового захисту польським громадянам, які займалися торгівлею на Чорному морі. У місті також було засновано польський торговий дім.
Співзасновник, а з 1785 року голова компанії Протазій Потоцький придбав частину Ямпіля, і збудував там Дністровський річковий порт разом зі складами. Він також особисто заохочував багатьох магнатів і впливових купців спробувати перенести торгівлю з Вісли у Причорномор'я. У цій діяльності Потоцького підтримував Міхал Оссовський, родом з міщанської родини Гданського Помор'я, і який надихав Протазія Потоцького на економічну та фінансову діяльність ще в молодості, а також був його другом і порадником протягом багатьох років. Саме він організував у Херсоні кантору Чорноморської торгової компанії і був головним агентом банку Протазія Потоцького.
Спочатку компанія доставляла товари лише до Херсона, а потім їх транспортували на російських кораблях. Тоді компанія придбала кілька кораблів на Чорному морі, екіпаж яких частково складався з іноземців, а частково з дворянських кадетів, які навчалися на морських офіцерів. Першим кораблем був «Św. Michał», потім з 1784 році кораблі: «Polska», «Ukraina», «Podole», «Jampol» і «Św. Prot». Це був перший польський регулярний торговий флот. Кораблі ходили переважно до Марселя, а також до Александрії, Барселони і навіть Байонни. Кораблі плавали під модифікованим російським прапором з Андріївським хрестом з додаванням польського орла на червоному прямокутнику у верхньому лівому куті. Використання такого прапора було наслідком того, що через турецькі протоки дозволялося проходити лише російським та австрійським кораблям. Проте польський історик Антоні Ролле стверджує, що на кораблях флоту компанії використовувався традиційний польський прапор (білий орел на червоному полі), який змінювався лише для проходу через протоки. Розвиток чорноморської торгівлі певною мірою призвів до зменшення експорту зерна з України через Гданськ і Крулевець і підвищення цін на зерно в південно-східній Польщі.
Проте розвиток польської чорноморської торгівлі гальмувався нерозвиненістю тогочасного українського сільського господарства та інфраструктури, фінансовою слабкістю польських купців, довгим шляхом із Польщі до Західної Європи через Чорне та Середземне моря, де, крім великих транспортних витрат, була загроза з боку арабських піратів і, нарешті, природними перешкодами для сплаву (перешкоди на течії, такі як каміння або стовбури дерев, довгі ділянки високих схилів, водоспади поблизу Ямполя, необхідність часто перетягувати човен з вантажем). Іншим чинником було те, що низькі ціни на зерно в цьому регіоні Речі Посполитої спонукали людей виробляти горілку, яку продавали місцевим селянам, а не експортувати. Компанія почала занепадати після початку російсько-турецької війни (1787—1792), під час якої кораблі почали використовувалися для постачання російської армії та перевезення військ. Зрештою діяльність компанії припинилася після війни через збіг обставин, таких як Другий поділ Речі Посполитої та втрата основних сільськогосподарських угідь, фінансовий крах Протазія Потоцького та банкрутство варшавського банку Tepper-Ferguson, який був акціонером Компанії та менших торгових домів .